# Beauprea
- Commons
- Wikispecies

Beauprea é um género botânico pertencente à família Proteaceae.